# کوه هالکون
کوه هالکون (به لاتین: Mount Halcon) یک کوه در فیلیپین است که در میماروپا واقع شده‌است. کوه هالکون ۲٬۵۸۶ متر بالاتر از سطح دریا واقع شده‌است.